# Молитор, Катарина
Катарина Молитор (нем. Katharina Molitor; 8 ноября 1983) — немецкая копьеметательница и волейболистка. Участница двух Олимпиад, чемпионка мира в метании копья.

## Карьера
Первым международным успехом в карьере Молитор стала серебряная медаль, завоёванная её на чемпионате Европы среди молодёжи 2005.
В 2008 году немка принимала участие в пекинской Олимпиаде. Там она смогла пробиться в финал, где в лучшей попытке метнула копьё на 59,64 и стала восьмой.
Также Молитор выходила в финал на чемпионатах Европы 2010 и 2012 годов и на мировом первенстве 2011 года, но занимала на этих турнирах четвёртые и пятые места.
На своей второй в карьере Олимпиаде Катарина в лучшей попытке послала копьё на 62,89 и стала шестой.
В 2015 году на чемпионате мира в Пекине Молитор не без труда прошла квалификацию (она не выполнила квалификационный норматив 63,50, но прошла в финал по результату). В финале немка вышла в лидеры после третьей попытки, где показала результат 64,74 м. Однако в последующий попытках её обошла южноафриканка Сюнетте Фильюн и китаянка Люй Хуэйхуэй. В последней попытке Молитор установила личный рекорд, лучший результат сезона (67,69 м) и стала чемпионкой мира.
Помимо лёгкой атлетики Катарина Молитор профессионально занимается волейболом. Она выступает в составе леверкузенского Байера, который играет в высшей лиге.